# Beruete
Beruete (Beruete en euskera y de forma oficial) es una localidad española y un concejo de la Comunidad Foral de Navarra perteneciente al municipio de Basaburúa Mayor. 
Está situado en la Merindad de Pamplona, en la comarca de Ultzamaldea, y a 36 km de la capital de la comunidad, Pamplona. Su población en 2014 fue de 149 habitantes (INE), su superficie es de 25,79 km² y su densidad de población de 5,78 hab/km².

## Geografía física

### Situación
La localidad de Beruete está situada en la parte noroeste del municipio de Basaburúa Mayor a una altitud de 690 m s. n. m. Su término concejil tiene una superficie de 25,79 km² y limita al norte con Leiza y Ezcurra; al este con Igoa, Arrarás y Aizároz; al sur con Jaunsarás y Garzarón y al oeste con Aldaz, Echarri y Huici (Larráun).
|                                         | Norte: Leiza y Ezcurra    |                              |
| Oeste: Aldaz, Echarri y Huici (Larráun) |                           | Este: Igoa Arrarás y Aizároz |
|                                         | Sur: Jaunsarás y Garzarón |                              |

## Demografía

### Evolución de la población
| Gráfica de evolución demográfica de Beruete entre 2000 y 2011 |
|                                                               |
| Datos según el nomenclátor publicado por el INE.              |